# Prue Watt
Prue Watt, OAM (nascida em 1 de outubro de 1987) é uma nadadora paralímpica australiana. Disputou os Jogos Paralímpicos do Rio de Janeiro, em 2016, representando Austrália. Ficou em sexto na final dos 100 metros peito da categoria SB13 e em oitavo na final nos 200 metros medley individual SM13. Watt nadou ainda as provas de 50 metros livre S13, 100 metros livre S13 e de 100 metros borboleta, contudo, não conseguiu se classificar às finais. Antes, Watt já havia disputado os Jogos Paralímpicos de Atenas 2004, Pequim 2008 e Londres 2012. Foi medalhista de ouro paralímpica em 2012 ao vencer a prova feminina dos 100 metros peito, categoria SB13, cinco medalhas de prata em 2004 e duas de bronze, em 2004 e 2012.
No Campeonato Mundial de Natação Paralímpica de 2015, realizado em Glasgow, na Escócia, Watt ficou em quinto na prova feminina dos 50 metros livre, categoria S13, e, igualmente, em quinto nos 100 metros peito SB13, em sétimo nos 100 metros borboleta S13 e em oitavo nos 100 metros livre da categoria S13.

## Ligações externas

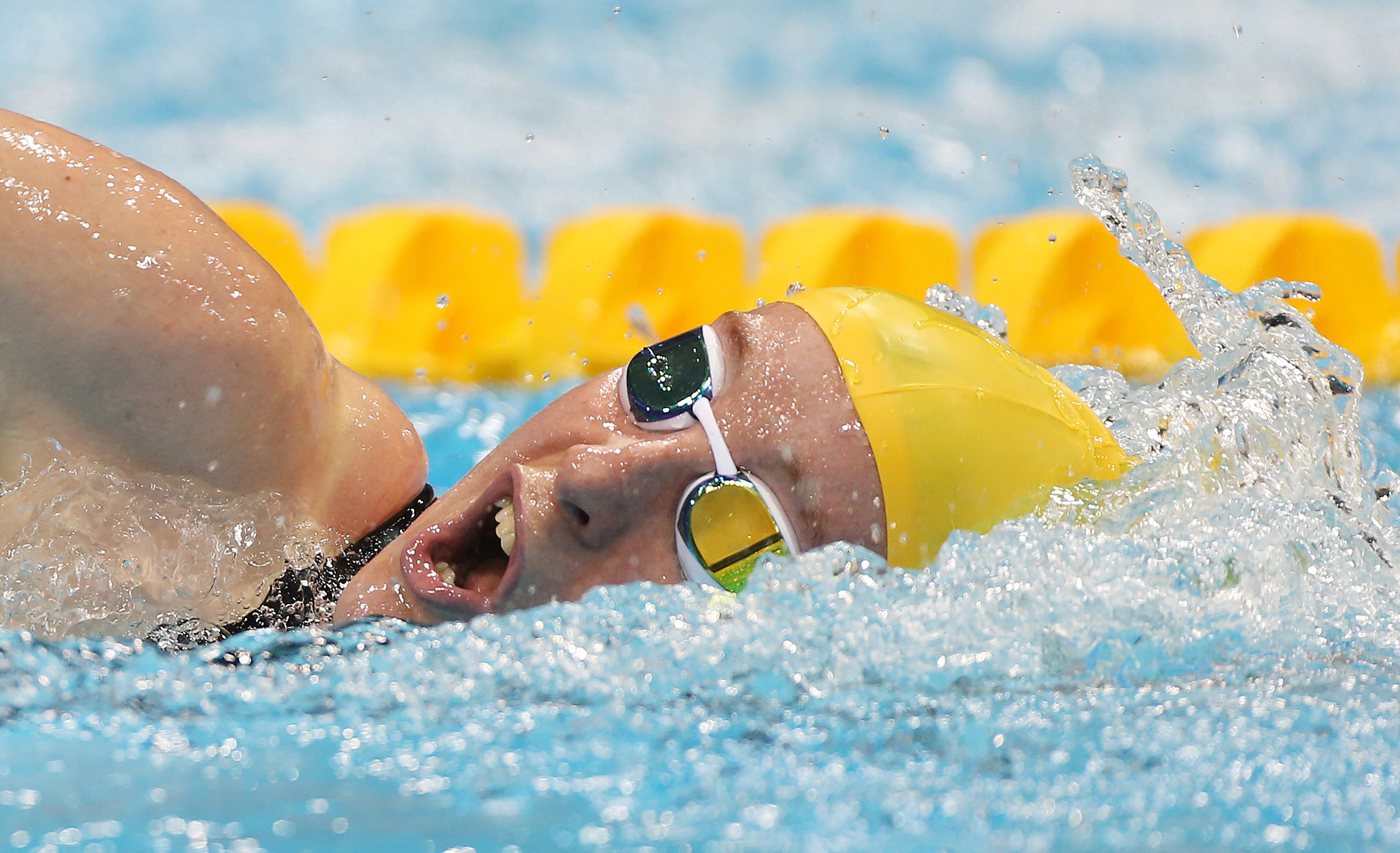
Watt disputando os Jogos Paralímpicos de Londres 2012.